# بايل آب
يُعتبر البايل آب (أو البويل آب) الطبق الثقافي لشعب كريولز في بليز.
إنه مزيج من البيض المسلوق والسمك و/أو ذيل الخنزير مع الكاساڨا واليام أو البطاطا الحلوة وموز الجنة و صلصة الطماطم.